# Mehmet Besler
Mehmet Besler (* 24. März 1984 in Bucak) ist ein türkischer Fußballspieler.

## Karriere
Besler begann mit dem Vereinsfußball in der Jugend von Akdeniz Üniversitesi SK und wechselte 2001 in die Jugend von Bucak Belediye Oğuzhanspor. 2004 wechselte er mit einem Profivertrag versehen zum damaligen Viertligisten Kütahyaspor und spielte hier die nächsten drei Spielzeiten. Zum Sommer 2007 heuerte er beim Viertligisten seiner Heimatprovinz Burdur an, spielte aber hier nur die Hinrunde. 
Zur Rückrunde der Spielzeit 2007/08 heuerte er beim damaligen Viertligisten TKİ Tavşanlı Linyitspor an. Hier gelang zum Sommer 2009 der Aufstieg in die TFF 2. Lig. Mit diesem bisher unbekannten Verein wurde Besler zum Sommer 2010 auch Play-off-Sieger der TFF 2. Lig und erreichte den Aufstieg in die zweithöchste türkische Liga, in die TFF 1. Lig. In der TFF 1. Lig setzte man sich an der Tabellenspitze fest und übernahm zeitweilig sogar die Tabellenführung. Zum Saisonende schaffte es der Verein zwar in die Play-off der TFF 1. Lig, verpasste jedoch hier in vorletzter Instanz den Aufstieg in die Süper Lig. Nach dem Abstieg von Tavşanlı wechselte Besler 2014 zu Keçiörengücü.

## Erfolge
- Mit TKİ Tavşanlı Linyitspor:
  - Aufstieg in die TFF 2. Lig: 2008/09
  - Play-off-Sieger der TFF 2. Lig: 2009/10
  - Aufstieg in die TFF 1. Lig: 2009/10